# Malin Engdahl
Malin Engdahl, född 4 december 1985, är en svensk fotbollsspelare som spelar i Bollstanäs SK. Med Bollstanäs, dit hon först kom 2004, har hon spelat i Elitettan, Division 1 Norra Svealand (Norrettan) och Svenska cupen. Åren 2007, 2008 och 2009 spelade hon för Djurgårdens IF Dam i Damallsvenskan. Engdahl började spela som försvarare, men senare har hon för Bollstanäs SK också spelat på andra positioner, däribland som forward. Hon är dotter till ishockeyspelaren Tord Engdahl som spelade för Väsby Hockey i Elitserien 1986-1987.
Engdahl har även spelat futsal i Regionala Futsalligan för Lindahl FF (säsongen 2017/2018) och Djurgårdens IF FF (säsongen 2020/2021).